# Еггенштайн-Леопольдсгафен
Еггенштайн-Леопольдсгафен (нім. Eggenstein-Leopoldshafen) — громада в Німеччині, знаходиться в землі Баден-Вюртемберг. Підпорядковується адміністративному округу Карлсруе. Входить до складу району Карлсруе.
Площа — 26,09 км2. Населення становить 16 480 ос. (станом на 31 грудня 2020).